# Родамін
Родамі́н — назва групи флуоресцентних барвників, структурно близьких до флуоресцеїну. Головними характеристиками є:
- хороша розчинність у воді
- висока фотостабільність (може застосовуватись як «лазерний барвник»
- хороший коефіцієнт екстинції (~80000)
- поглинання ~520 нм і емісія ~550 нм[1].
- високий квантовий вихід флуоресценції (50-100 %)[2]

### Застосування
- Фарбування біологічних зразків перед мікроскопією
- В деяких країнах у випадку розривання банківського мішка з грішми розсипається порошок родаміну, надійно позначаючи їх (та руки злодія). Плями родаміну важко відмити від рук і майже неможливо — від паперу.

### Список похідних
- Родамін 6G[3]
- TAMRA (тетраметилродамін)
- Родамін 123[4]
- Родамін B